# 무성 양순 파열음
무성 양순 파열음(無聲兩脣破裂音)은 자음의 하나로 위아래 입술을 사용하여 조음하는 무성 파열음이다.

## 특징
- 조음 방법은 조음기관 내의 공기의 흐름을 차단하여 만드는 파열음이다.
- 양쪽 입술로 조음하는 양순음이다.
- 조음할 때 성대가 울리지 않는 무성음이다.
- 입을 통하여 공기가 빠져나가는 구강음이다.
- 기류가 혀 옆이 아니라 중앙으로 빠져나가는 중설음이다.
- 발성 방법은 인후나 입이 아니라 폐로부터 발성기관으로 공기가 빠져나가는 폐장기류음이다.

## 발음의 예
- 한국어: 첫음절 첫소리 'ㅂ·ㅍ·ㅃ'과 무성음 받침(ㄱ, ㄷ, ㅂ) 뒤에 오는 'ㅂ'[1]에서 이 소리가 난다. 첫소리 ㅍ은 유기음이다.
- 표준 중국어, 상하이어, 취안장어, 광둥어, 눠쑤어: 병음 b와 p에서 이 소리가 난다. 첫소리 p는 유기음이다.
- 차오저우어: 백화자의 p와 ph, 펭임식 로마자 표기에서의 b와 p에서 이 소리가 난다. 첫소리에서 백화자의 ph와 펭임식 로마자 표기의 p는 유기음이다.
- 좡어: b와 by에서 이 소리가 난다. by는 구개음화 자음이다.
- 둥간어: б와 п에서 이 소리가 난다. п는 유기음이다.
- 영어: 묵음이 되는 p와 /f/로 나는 ph를 제외한 모든 p에서 이 소리가 난다.
- 프랑스어: /f/로 발음하는 ph를 제외한 모든 p, 무성 자음 앞에 오는 b와 bb에서 이 소리가 난다.
- 현대 그리스어: π에서 이 소리가 난다.
- 현대 히브리어: פּ에서 이 소리가 난다.
- 페르시아어: پ에서 이 소리가 난다.
- 세르보크로아트어: 키릴 문자 표기의 п, 라틴 문자 표기의 p에서 이 소리가 난다.
- 몰타어, 말레이어, 서프리슬란트어, 포르투갈어, 폴란드어, 나와틀어, 아일랜드어, 스웨덴어, 슬로바키아어, 루마니아어, 튀르키예어, 이탈리아어, 스와힐리어, 독일어, 헝가리어, 리투아니아어, 핀란드어, 체코어: p에서 이 소리가 난다.
- 일본어: ぱ행의 첫소리에서 이 소리가 난다.
- 태국어: ป,ผ,พ,ภ에서 이 소리가 난다. ผ,พ,ภ는 유기음이다.
- 러시아어: П에서 이 소리가 난다.
- 아이슬란드어: m과 /d, t, s, g/ 사이가 아닌 b와 /s, k, t/ 앞이 아닌 p에서 이 소리가 난다. /l, m, n/ 앞의 p는 선유기음이다.
- 라코타어: p, ph, pȟ에서 이 소리가 난다. ph와 pȟ는 유기음이다.
- 롬어: 범(凡) 블라흐 라틴 문자 표기의 p와 ph에서 이 소리가 난다. ph는 유기음이다.
- 총가어: p, py, ph, phy에서 이 소리가 난다. py는 구개음화, ph는 유기음, phy는 구개음화 유기음이다.
- 서부 크리어: 	크리 음절 문자 표기의 ᐯ, ᐱ, ᐳ, ᐸ, ᐲ, ᐴ, ᐹ의 첫소리와 ᑊ, 라틴 문자 표기의 p에서 이 소리가 난다.